# درآمدی بر ادبیات تطبیقی
درآمدی بر ادبیات تطبیقی کتابی از فرانسوا یوست است 

## ترجمهٔ فارسی
علی‌رضا انوشیروانی، لاله آتشی و رقیه بهادری کتاب را به فارسی ترجمه‌کرده‌اند. این کتاب در سال ۱۳۹۸ توسط نشر سازمان مطالعه و تدوین کتب علوم انسانی دانشگاه‌ها به زبان فارسی منشتر شد. این کتاب در زمینه نقد ادبی بوده و در زمستان ۱۳۹۸ در فهرست نامزدهای دریافت جایزه کتاب سال قرار گرفت.
کتاب درآمدی بر ادبیات تطبیقی به عنوان یکی از برگزیدگان سی و هفتمین دوره کتاب سال ایران انتخاب شد.